# Головатов, Александр Васильевич
Александр Васильевич Головатов (род. 22 марта 1952, Ставропольский край) — российский политический деятель. Член Совета Федерации Федерального Собрания Российской Федерации от Республики Калмыкия.

## Биография
Окончил Таганрогский радиотехнический институт им В. Д. Колмыкова, Саратовскую высшую партийную школу.
Первый заместитель председателя правительства Республики Калмыкия, председатель Государственного комитета Республики Калмыкия по управлению государственным имуществом.

### Совет Федерации
В 1993 г. был избран депутатом Совета Федерации Федерального Собрания РФ первого созыва, был членом Комитета по вопросам экономической реформы, собственности, имущественным отношениям (1994—1995)